# Antje Hochwind-Schneider
Antje Hochwind-Schneider (* 30. Mai 1971 in Sondershausen als Antje Hochwind) ist eine deutsche Kommunalpolitikerin (SPD) und amtierende Landrätin des Kyffhäuserkreises.

## Leben
Nach dem Abschluss der Polytechnischen Oberschule in Schernberg absolvierte Antje Hochwind eine Facharbeiterausbildung zur Kosmetikerin, eine Fachschulausbildung zur Fachkraft für soziale Arbeit und ein Studium an der Verwaltungs- und Wirtschaftsakademie in Erfurt.
Bei der Landratswahl am 22. April 2012 erhielt sie im 1. Wahlgang mit 23,1 Prozent die zweitmeisten der abgegebenen Stimmen. Der bisherige Amtsinhaber Peter Hengstermann erhielt 44,2 Prozent und musste somit am 6. Mai in einer Stichwahl antreten. Dabei erhielt Antje Hochwind die Stimmenmehrheit mit 52,7 Prozent.
Seit dem 1. Juli 2012 ist Antje Hochwind Ländrätin des Kyffhäuserkreises. Sie wurde zweimal wiedergewählt: 2018 und 2024, bei letzterer Wahl als Siegerin in der Stichwahl gegen den AfD-Kandidaten Andreas Hartung-Schettler am 9. Juni 2024.

## Politische Funktionen
- Landrätin (seit 2012)
- Mitglied im Jugendhilfeausschuss des Landkreises (seit 1997)
- Geschäftsführerin Ferienpark Feuerkuppe e. V. Straußberg (2005–2012)
- Mitglied im Kreisvorstand der SPD Kyffhäuserkreis (2002–2008 und seit 2012)
- Ortsteilbürgermeisterin von Immenrode (2004–2012)
- Mitglied im Gemeinderat Schernberg (2004–2007)
- Mitglied im Stadtrat von Sondershausen (seit 2007)
- Mitglied im Wirtschaftsausschuss der Stadt Sondershausen (seit 2009)
- Mitglied im Kreistag des Kyffhäuserkreises (seit 2009)

## Ehrenämter und Funktionen
- Vorsitzende des Vereins Geopark Kyffhäuser
- Mitglied im Bündnis gegen Rechts im Kyffhäuserkreis
- Mitglied im Kreisjugendring Kyffhäuserkreis e. V.
- Mitglied im Stadtjugendring Sondershausen e. V.
- Mitglied im DRK Kyffhäuserkreisverband
- Mitglied im Heimat- und Mühlenverein Immenrode e. V.
- Mitglied bei Soroptimist International Club Sondershausen
- Schatzmeisterin der Bundesarbeitsgemeinschaft der Kinder- und Jugenderholungszentren in Deutschland
- Mitglied in der Arbeitsgemeinschaft der Freien Träger der Jugendhilfe in Thüringen